# 小行星9971
小行星9971（英語：9971 Ishihara）是一颗围绕太阳公转的小行星。1993年4月16日，圓舘金、渡邊和郎在北见发现了此天体。
这颗小行星的绝对星等为245.766068232785等。